# Горчаков, Григорий Сергеевич
Григорий Сергеевич Горчаков (фамилия при рождении — Гринцер; 29 октября [11 ноября] 1886, Новомосковск — 1 сентября 1963, Рига) — кадровый офицер Русской императорской армии, участник Первой мировой войны, видный армейский штабной работник времён Гражданской войны, военспец, участник Великой Отечественной войны, гвардии подполковник (1944).

## Биография

1911 год. 88-й Петровский полк: — подпоручик Гринцер во втором ряду сверху, второй справа

Родился 29 октября (по старому стилю) 1886 года в Новомосковске в семье земского ветеринарного врача Шмуля-Хаима Исеровича Гринцера и Ревекки Гершковны Гринцер (в девичестве Лифшиц), иудейского вероисповедания (впоследствии принял православие). С 1892 года проживал с семьёй в Екатеринославе, здесь же был определён на учёбу в городское реальное училище. После переезда в 1898 году в Оренбург, был переведён в Оренбургское городское реальное училище. В конце 1901 года отец Григория получил назначение в Санкт-Петербург, и вновь пришлось переводиться, уже в 3-е реальное училище столицы. По понятным причинам у ученика упали успеваемость и поведение, но в дальнейшем проявив усердие Григорий успешно окончил полный курс данного учебного заведения, включая и дополнительный 7-й класс, дающий право поступать в высшие учебные заведения. Однако выпускник избрал для себя военную службу подав в 1908 году документы в Санкт-Петербургское пехотное юнкерское училище, откуда без объяснения причины поступил отказ. Тем не менее в том же году, он успевает поступить в младший класс Казанского пехотного юнкерского училища. 7 августа 1909 года был переведён в старший класс училища. Окончив полный курс обучения (1910) выпущен по 2 разряду в чине подпоручика, со старшинством с 6 августа 1910 года в Петровский 88-й пехотный полк, вступив в должность помощника полкового адъютанта и командира взвода полковой учебной команды. Полк службы младшего офицера входил в состав 2-й бригады 22-й пехотной дивизии и располагался в Аракчеевских казармах усадьбы Грузино.

## Первая мировая война
18 июля 1914 года из кадра 88-го пехотного Петровского полка был сформирован Пошехонский 268-й пехотный полк второй очереди, куда и был направлен на службу подпоручик Г. С. Гринцер (ВП от 25 октября 1914 г.). В ноябре 1914 года полк службы прибыл на Северо-Западный фронт в район Скерневиц, Варшавской губернии. Высочайшим приказом от 15 ноября 1914 года присвоен очередной чин поручика, со старшинством с 6 августа 1914 года. 14 ноября 1914 года в бою у посада Белявы Лодзинского воеводства поручик был дважды ранен, с последующей эвакуацией в офицерский лазарет Пажеского Его Императорского Величества корпуса. С конца января 1915 года вновь в строю, в прикомандировании к 267-му пехотному Духовщинскому полку, в должности полкового адъютанта. За отличия в бою у д. Пиотровице пожалован орден Святой Анны 4-й степени с надписью «за храбрость» (ВП 28.06.1915). За отличия в бою у д. Валевице был награждён орденом Святой Анны 3-й степени с мечами и бантом (ВП 08.09.1915).
 К концу 1915 года неудачи на фронтах Русской Армии вызвали в России многочисленные антигерманские настроения, в то время значительная часть обладателей иностранных фамилий, как и отец Григория подали в Сенат прошения о перемене своих фамилий. 31 октября 1915 года всей семье Гринцера поступило Высочайшее разрешение именоваться впредь по фамилии Горчаковыми (Высочайшее Повеление от 31.10.1915 г.).
 14 ноября 1915 года «…за отличия в делах против неприятеля» поручик Григорий Сергеевич Горчаков был награждён чином штабс-капитана (старшинство с 25.08.1915). 3 апреля 1916 года официально был переведён в 267-й пехотный Духовщинский полк. 21 апреля 1916 года пожалован орден Святого Станислава 3 степени с мечами и бантом. Штабс-капитан Горчаков принимал участие в Нарочской операции и тяжелейших Скробовских боях, был контужен. За отличия был награждён орденами: Святого Станислава 2-й степени с мечами, Святого Владимира 4-й степени с мечами и бантом (за отличия в бою у посада Белявы). 11 декабря 1916 года утверждён в чине капитана. Последовательно занимал должности полкового адъютанта, обер-офицера для поручений штаба 67-й пехотной дивизии (на октябрь 1916 г.). При штабе Западного фронта в Минске окончил курсы для старших офицеров, после чего был назначен во вновь формируемую 170-ю пехотную дивизию, старший адъютант штаба. С весны 1917 года переведён в 35-й армейский корпус (Россия), заведующий корпусной разведкой. В дальнейшем занимал должность и. д. старшего адъютанта штаба того же корпуса. В августе 1917 года как один из 3-х лучших офицеров 35-го корпуса был командирован в Николаевскую Академию Генерального штаба на ускоренные курсы обучения 3 очереди.
Письмо командующего 35 АК, генерал-лейтенанта М. М. Ставрова, и. д. начальнику Академии Генерального штаба, полковнику А. И. Андогскому:
Милостивый государь, Александр Иванович.

Телеграммой Генкварзапа вверенному мне корпусу из трёх дивизий с большим числом других частей, входящих в него, предоставлено офицерам 2 вакансии на курсы 3 очереди, вверенной Вам академии.
Согласно правил командирования и поступления эти две вакансии заняты двумя офицерами корпуса – георгиевскими кавалерами, имеющими на это право первыми.
Между тем, в корпусе имеется офицер 267 пехотного Духовщинского полка капитан Горчаков, который, отличаясь выдающейся храбростью и, обладая громадным боевым опытом, пробыл в пехотном полку в строю более 2-х лет, отлично знаком с военной службой, прекрасный начальник и человек, дважды был ранен и однажды контужен в текущую войну во время штыковых атак, участвовал во всех боевых действиях полка, прибыв на войну в чине подпоручика, награждён всеми боевыми орденами до Владимира 4 степени с мечами и бантом включительно и чином штабс-капитана и, таким образом, обладая всеми необходимыми данными и требованиями для поступления на курсы, не может попасть единственно вследствие отсутствия вакансии.
В виду вышеизложенного я считаю своей нравственной обязанностью обратиться к Вам с просьбой не отказать в принятии этого, во всех отношениях, достойного офицера на курсы вверенной Вам академии.
Только знание заслуг капитана Горчакова обязывает меня затруднить Вас настоящей моей просьбой.
Двухмесячная на моих глазах его работа в штабе корпуса дает мне полные основания утверждать, что он будет выдающимся офицером Генерального штаба, как по своим блестящим способностям, так и по безукоризненному трудолюбию.

Уважающий Вас М. Ставров
Завершить своё обучение в академии капитану Г. С. Горчакову не удалось, в конце декабря 1917 года он выбыл по болезни.

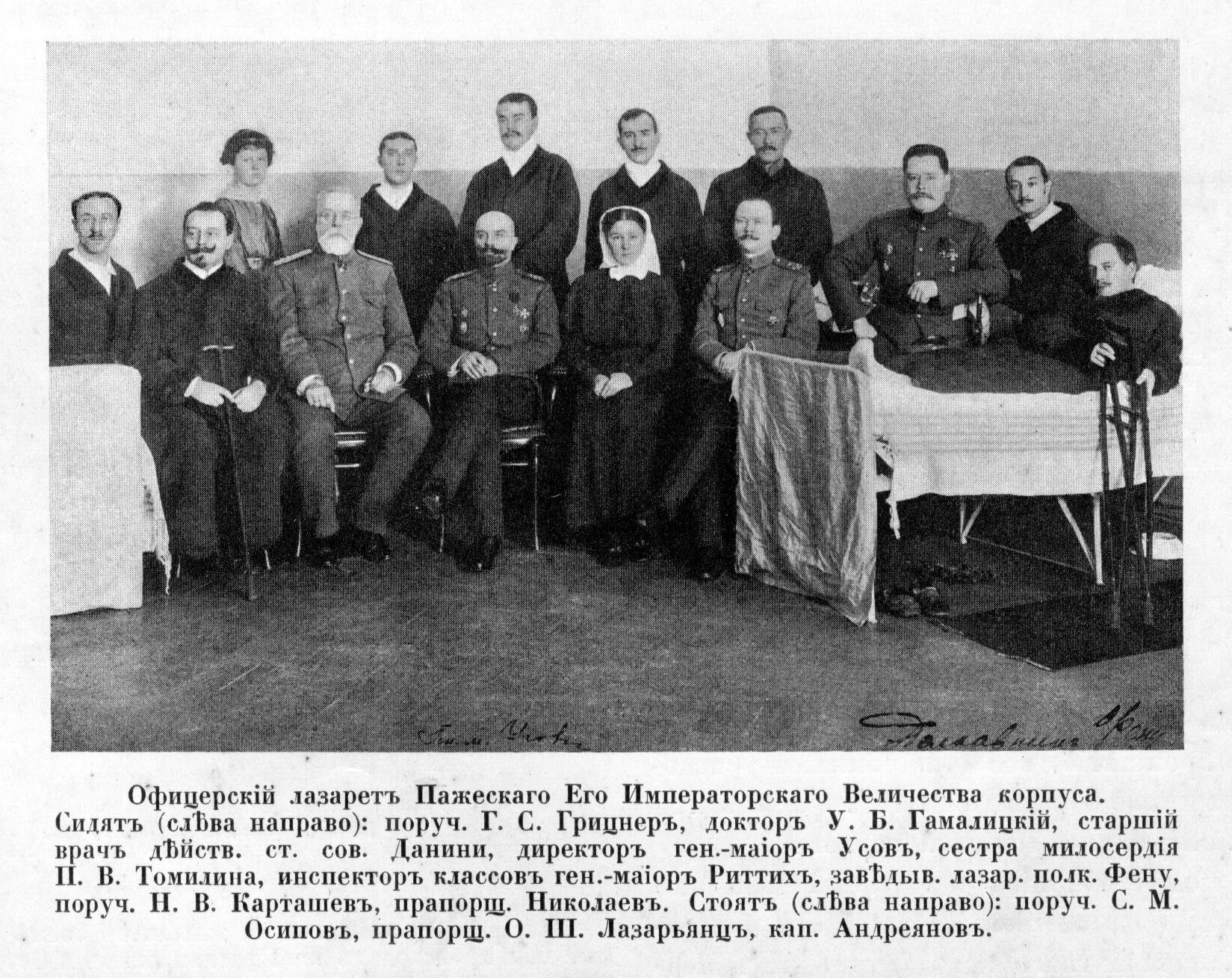
В лазарете. Март 1915 г.
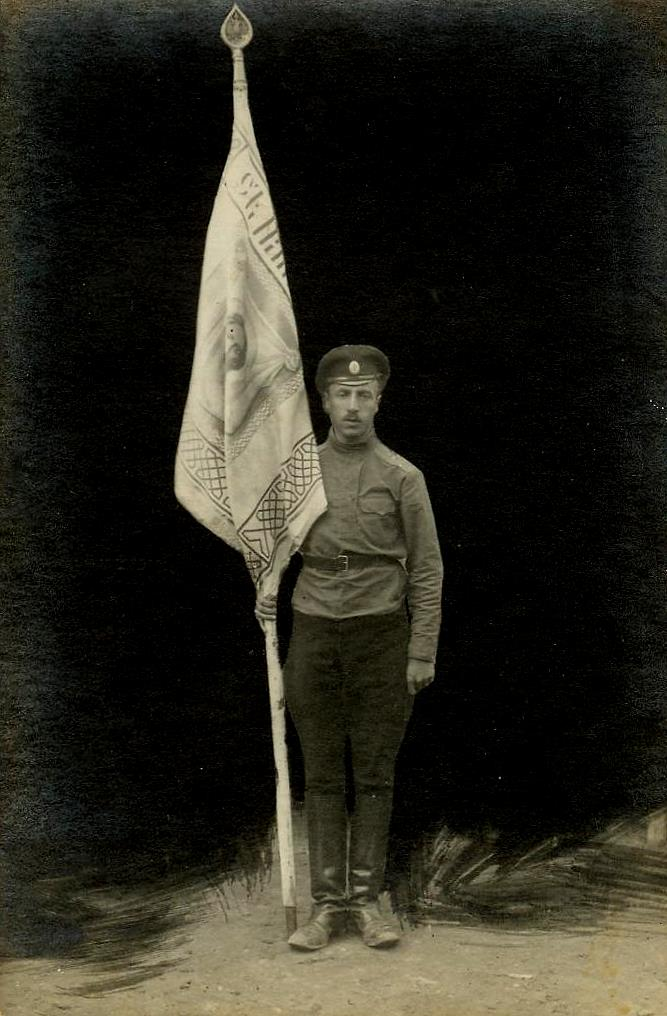
Поручик Гринцер с полковым знаменем 1915 г.
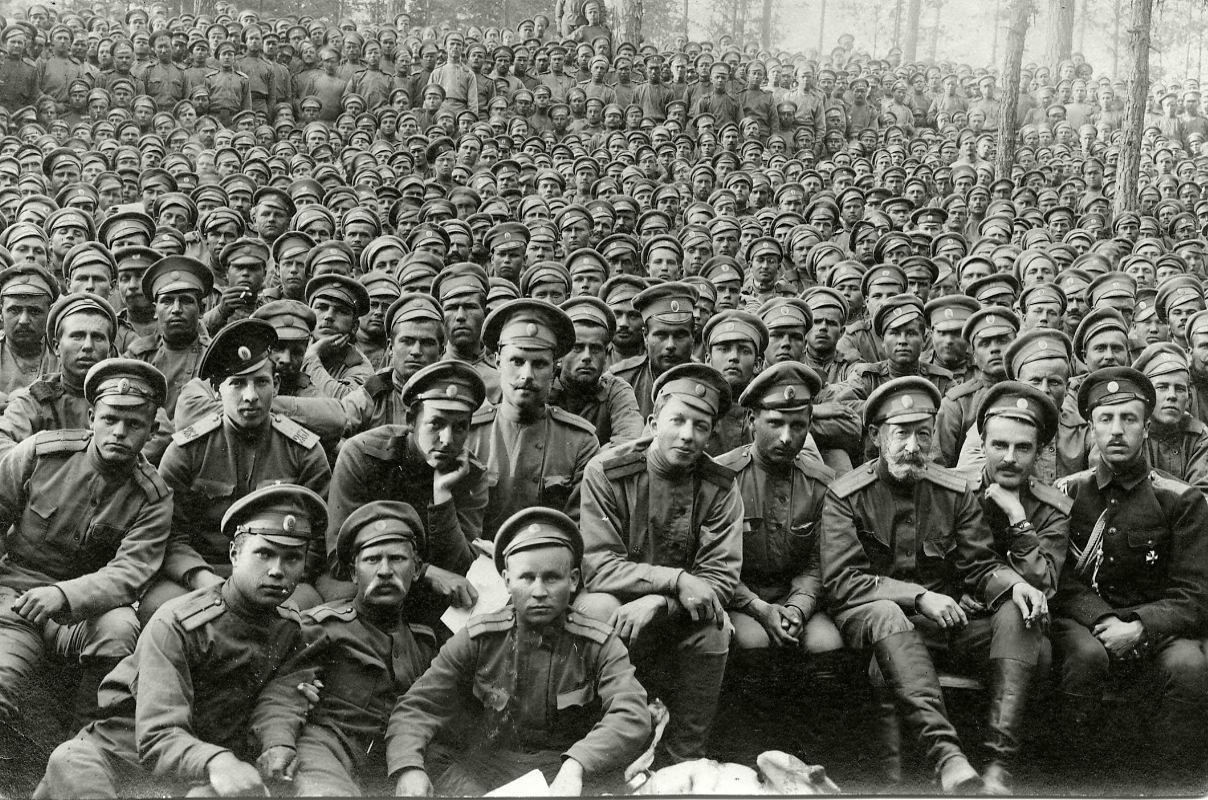
29.06.1916 г. Горчаков с аксельбантом, в первом ряду справа 1916 г.

## Гражданская война. Южный фронт. 8 армия РККА

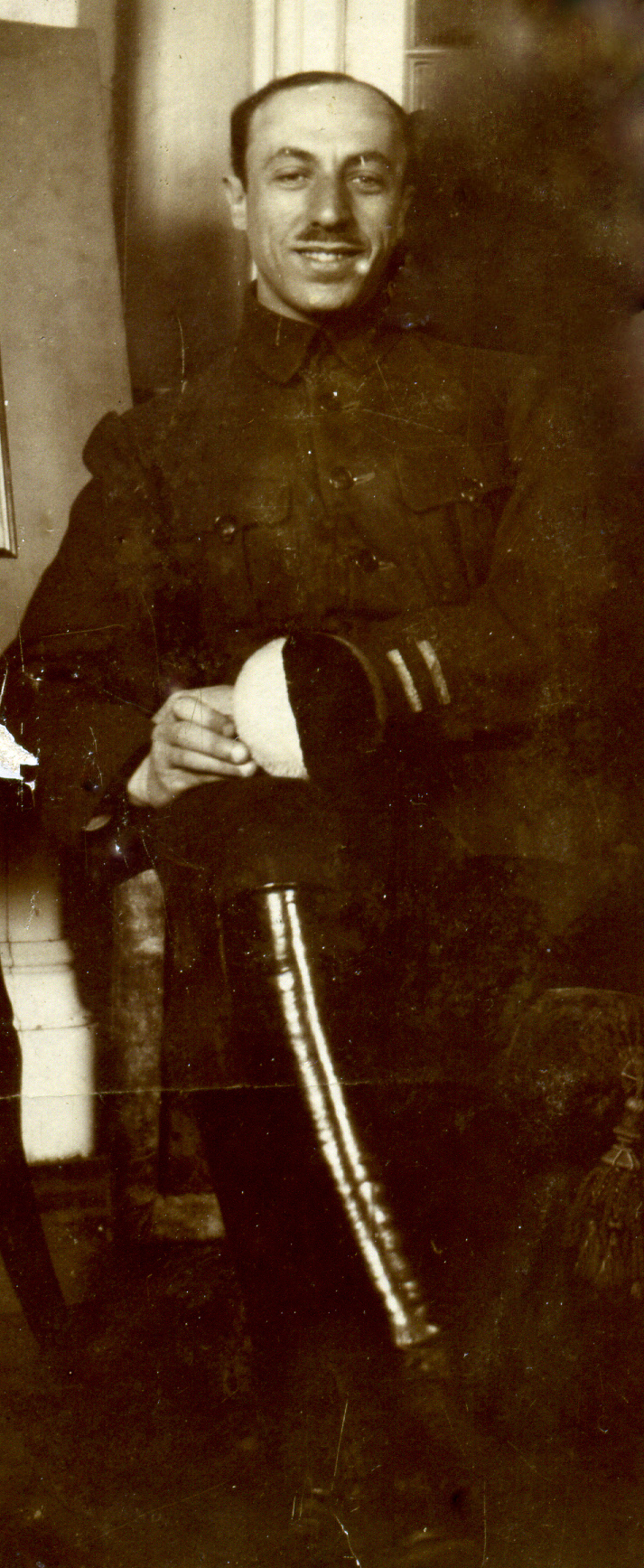
На левом рукаве френча видны две нашивки за ранения

15 декабря 1917 года демобилизовался из старой армии, устроился на службу в управление по сооружению железных дорог (НПКС) секретарём. 1 января 1919 года добровольно вступил в РККА, как военспец был зачислен в штаб 8-й армии Южного фронта РСФСР.
Выписка из послужного списка:
- Помощник начальника оперативного отделения штаба 8-й армии РККА (24.01.1919 — 10.02.1919).
- Начальник полевого штаба 8-й армии (10.02.1919 — 28.02.1919)[20].
- Начальник оперативного отдела полевого штаба 8-й армии (28.02.1919 — 03.03.1919).
- Начальник оперативного отделения штаба 8-й армии (с 13.03.1919).
- Начальник оперативного отделения оперативного отдела штаба 8-й армии (с 31.07.1919)[21].
- Врид. Начальника штаба группы войск Селивачёва (07 — 13.09.1919)[22].
- Врид. Начальника штаба 8-й армии (с 02.10.1919 — 01.11.1919)[23][24].
- Начальник оперативного отдела 8-й армии (на конец 1919 — начало 1920).
- 2.04.1920 из штаба Кавказского фронта убыл в Москву.

Боевое участие на Южном фронте РСФСР осенью 1919 года
В августе 1919 года Горчаков Г. С. находился в штабе 8-й армии, которая в составе ударной группы В. И. Селивачёва (8-я, часть 13-й армии, Воронежского УРа с 2-я дивизиями) приняла участие в контрнаступлении Южного фронта против Деникина. Наступление красных проходило успешно, к 25 августу были заняты города Волчанск и Купянск, но к 26 августу ситуация изменилась. Под угрозой окружения пришлось оставлять Купянск, а вскоре и Воронеж. В то же самое время тылы 8-й армии РККА оказались под ударами конницы Мамонтова (10.08. — 19.09.1919).

Представление Г. С. Горчакова к награждению 2-м орденом Красного Знамени (из протокола наградной комиссии ВЦИГ от 1931 г.)

7 сентября 1919 года командующий В. И. Селивачёв принял решение передать управление войсковой группы военспецам А. И. Ратайскому и Г. С. Горчакову, назначив последнего начальником её штаба. Сам же В. И. Селивачёв направился в 8-ю армию оказавшуюся в самом тяжёлом положении, где вступил во временное её командование. Связь со штабом Южного фронта была утеряна, под угрозой окружения части войсковой группы начали отступление в район Нового Оскола. Во время этих событий (16 сентября) штаб Южного фронта принимает телеграмму от В. И. Ленина, в которой тот делится опасениями возможной измены со стороны Селивачёва и его начдивов. 17 сентября В. И. Селивачёв скоропостижно умирает от тифа, а уже на следующую ночь из штаба 8-й армии к белым перебегают наштарм-8 А. С. Нечволодов со своей супругой. 20 сентября части 8-й армии оставляют Костомаровку и Курск. К 30 сентября белыми повторно заняты Воронеж и Лиски. Одновременно с этим корпус Мамонтова совершает свой второй рейд по тылам красных. 8-я армия находилась тогда под угрозой полного разгрома, а многие высокопоставленные военспецы оставили свою службу. Только со 2 по 6 октября 1919 года к белым перебежали: начальник разведотделения армии В. А. Жёлтышев, врид. начальника штаба армии В. Ф. Тарасов, начальник оперативного отдела армии Б. П. Лапшин, начальник тылового штаба армии В. В. Вдовьев-Кабардинцев.
Окружённая с трёх сторон, а иногда и отрезанная со всех сторон, армия отходила от Волчанска к Воронежу, изредка с трудом сносясь с соседней 13-й армией и фронтовым командованием по радио и при помощи аэропланов. Налёты мамонтовских частей на тылы армии действовали дезорганизующе и деморализующе. К этому периоду относится захват в плен мамонтовским разъездом члена реввоенсовета 8-й армии Владимира Барышникова. Штаб армии кочевал с места на место, всегда рискуя быть захваченным врасплох; часть работников штаба дезертировала, а некоторые перебежали к белым.

— Сокольников Г.Я.
2 октября 1919 года когда 8-я армия практически оказалась обезглавленной, Г. С. Горчакову пришлось взять на себя ответственность по выводу армии из окружения белых, заступив на должность начальника её штаба. Несмотря на многие трудности, в том числе и заболевание Г. С. Горчакова 8-я армия всё же была спасена, чему была дана положительная оценка одним из первых маршалов СССР А. И. Егоровым в своей работе «Разгром Деникина в 1919 году»:
«...Переходя к оценке самих действий 8-й армии, мы должны прежде всего подчеркнуть умелое руководство ею со стороны командования на всём протяжении хода операции. Решение в начале октября вывести армию из-под ударов белых на оборонительный рубеж, несмотря на всю трудность отхода в обстановке наседания противника и реальных условий погоды и местности, мы должны оценить положительно. Наступать в тех же условиях было бы несомненно в гораздо большей степени затруднительно, если не невозможно. К тому же отход происходил организованно, насколько это было возможно при описанных обстоятельствах; и когда армия привела себя в относительный порядок, пополнилась боеприпасами и получила такое мощное подкрепление, как корпус Будённого, то представилась наконец возможность вести вновь наступательные действия, чем не замедлило воспользоваться фронтовое и армейское командование.

— А.И. Егоров «Разгром Деникина 1919 год» 1931, переиздано АСТ Москва 2003. ISBN 5-17-015247-7 Стр. 302
Оправившись после тяжелейшего исхода 8-я армия вновь начала сбивать части Мамонтова, однако 12 октября 1919 её положение вновь ухудшилось. В тот день Мамонтову удалось воссоединиться с корпусом А. Г. Шкуро под Воронежем. В тот день по тылам 8 армии был вновь нанесён тяжелейший удар. 12 октября 1919 года фронт снял с должности командующего армией А. И. Ратайского, в её командование вступил крупный большевик Г. Я. Сокольников, не имевший военного образования и служивший до этого в реввоенсовете 2-й и 9-й армии Южного фронта.
Телеграмма Г.С. Горчакова Начальнику штаба Южного фронта от 17 октября 1919 г. 
Наштаюжу Пневскому:
«10 месяцев беспрерывно не зная ни дня отдыха с утра до глубокой ночи бессменно отдавая всю свою энергию, знание и ум, я нёс в тяжёлых условиях работу по должности нач. оперативного отделения, начальника оперативного отдела и наштарма 8. За 10 месяцев службы сменился весь состав оперативного отдела армии и все ответственные работники оперативного отдела, кроме меня, имели отпуск. В настоящее время я окончательно подорвал на службе своё здоровье, и в силу колоссальной переутомленности могу дать лишь минимум работы. В ту войну я в течение двух с лишним лет также нёс сложные обязанности, работая по оперативной части и был дважды тяжко ранен. Взываю к справедливости и человечности, прося зависящих распоряжений сменить меня и предоставить крайне необходимый отпуск на предмет пополнения здоровья и обращаюсь не по команде в силу того, что много раз обещанный мне отпуск реввоенсоветом армии остаётся лишь обещаниями».

Врид. наштарма 8 — Горчаков» 
 17 октября 1919 г. 
 РГВА. Ф.100 Оп.3 д.498 л.311-311 об.
24 октября 1919 года частями 8-й армии при поддержке конного корпуса Будённого был окончательно занят Воронеж. Военспецу Г. С. Горчакову наконец был предоставлен отпуск для поправки здоровья, но уже в конце декабря 1919 года он вновь вернулся к штабной работе, вступив в должность начальника оперативного управления 8 армии. Дальнейший боевой путь военспеца был связан с Ростово-Новочеркасской, Доно-Манычской, Северо-Кавказской операциями, завершившись полным разгромом белых в Новороссийске.

## Советско-польская война (1919—1921)
В конце мая 1920 года Г. С. Горчаков заступил на должность начальника Оперативного управления 4-й армии Западного фронта РСФСР. Находился в составе головной армейской группы во время июльской наступательной операции, уже 10 и 13 июля 1920 года подписывал за «наштарма» оперативные приказы по 4 армии. 14 июля 1920 года войсками армии был занят город Вильно. 19 июля 1920 года в ходе глубокого обходного манёвра 3-й кавалерийский корпус Гая, входящий также в состав 4-й армии занял город-крепость Гродно. Данное событие стало большой неожиданностью как для противника, так и для красного армейского руководства. Уже на следующий день из Белостока, на помощь осаждённому гарнизону были выдвинуты 9-я, 17-я пехотные дивизии и 3 уланских полка противника. Несмотря на это штаб 4-й армии находился в полном неведении о происходящих событиях из-за отсутствия связи с Г. Д. Гая. Командарм-4 Сергеев Е. Н. Находился в Вильно и проводил в то время дипломатические переговоры с литовскими властями по выяснению дальнейших действий последних. К 22 июля связь с Г. Д. Гая всё ещё отсутствовала, а бойцы конного корпуса оказавшиеся без поддержки, в спешенном строю вели тяжелейшие уличные бои. Затем части корпуса стали утрачивать занятые позиции, постепенно отступая к р. Неману. В то же самое время основные силы 4-й армии остановились на дальних подступах к Гродно, исполняя директиву командарма-4 за № 1058. Обеспокоенный длительным отсутствием связи с конным корпусом командарм-4 направил тогда в Гродно своё доверенное и авторитетное лицо. Им стал начальник Оперативного управления Г. С. Горчаков, который незамедлительно выехал в Гродно на автомобиле. Горчаков Г. С. прибыл в штаб 3-го конного корпуса верхом, в районе Грендичи его автомобиль увяз в песке и затем был обстрелян артиллерией противника. Директива войскам за № 1058/20.06.1920 уже совершенно не соотносилась к сложившейся на тот момент времени ситуации. После проведённого совещания в штабе конного корпуса Г. С. Горчаков взял на себя ответственность за проведение перегруппировки дивизий 4-й армии. В результате перегруппировки частей был достигнут стратегический успех, и 23 июля 1920 года после тяжёлых боёв, город-крепость Гродно был полностью освобождён от польских сил.
За успешное проведение Гродненской операции начальник Оперативного управления 4-й армии Г. С. Горчаков был награждён орденом Красного Знамени Р. С. Ф. С. Р. за № 97 (приказ РВСР № 458/1920) и грамотой за № 1564.
Приказ РВСР РСФСР по личному составу армии  № 458 от 24.09.1920г.

«Начальник Оперативного управления Штаба 4 армии тов. Горчаков — за отличия, выразившиеся в следующем: будучи командирован 22 июля с целью ориентировать командира 3 конного корпуса и начальников дивизий в обстановке, сложившейся под Гродно, во исполнение полученных от командарма 4 указаний, самостоятельно, по собственной инициативе, тов. Горчаков постановил частям армии задачи: третьему конному корпусу форсировать р. Неман в районе м. Гожа, что 20 верст севернее Гродно, и нанести стремительный удар всею массою конницы в направлении м. Новый Двор — Кузница. 53 и 18 дивизиям форсировать Неман на участке Жидовщизна Сивкова, 12 дивизии занять участок по правому берегу Немана от Известок – Ломка до Жидовщизна и одной бригаде той же дивизии взять из города левобережные укрепления, дабы приковать большие силы противника к городу. В результате, конница вплавь, пехота местами по горло вброд, местами на плотах, форсировала Неман; части 12 дивизии, отбивая ряд атак противника, местами доходивших до рукопашных схваток, к утру 24 июля сломили сопротивление противника, который начал поспешный отход в юго-западном направлении. Преследуя противника, части армии 24 июля в 16 часов вышли на линию Новый Двор – Кузница – Индура.
 За время Гродненской операции с 19 по 24 июля частями армии взято около 4000 пленных, 30 орудий, в том числе 10 тяжёлых, 70 пулемётов, 3 танка и громадное количество военного имущества. За всё время операции т. Горчаков лично следил за выполнением задач и постоянно ориентировал части, чем способствовал в достижении успеха частями».
После занятия Гродно 4-я армия РККА продолжила своё успешное наступление на запад. В течение короткого времени её частями были заняты города: Осовец, Ломжа, Млава, Цеханув и др. Незадолго до начала Варшавского сражения командованием Западного фронта была произведена очередная ротация армейских командиров. Вместо Сергеева в должность командарма заступил Шуваев А. Д. (06.08. 1920 — 17.10. 1920), при члене РВС-4 — Вегере Е. И. (18.06. — 19.10. 1920), на должность начальника штаба-4 заступил Г. С. Горчаков(31.07 — 30.08. 1920).
Дальнейшие события развивались трагически: с 14 по 16 августа 1920 года польские войска предприняли ряд контрударов против красных частей Западного фронта. Так, в ночь на 15 августа конница 5-й армии противника ударом в разрыв между 4-й и начавшей отступление 15-й армией заняла пригороды Цеханува. Вследствие угрозы захвата штаба 4-й армии командарм, член РВС и наштарм, спешно покинули город на автомобиле направившись к своим частям на север, во Млаву. Часть работников штаба армии взяв из обоза до 50 винтовок также совершили прорыв к Остроленке, однако при своём отступлении уничтожили (сожгли) радиостанцию 4-й армии. Несмотря на то, что Цеханув на следующий день был отбит у противника, потеря радиостанции вызвала дальнейшие трудности в управлении 4-й армией.
 18 августа 5-я армия Пилсудского сломив сопротивление основных сил РСФСР перешла в мощное контрнаступление, вынудив 15-ю, 3-ю и 16-ю армии отступить на восток. 4-я армия Шуваева—Горчакова оказалась в очень тяжёлом положении, её части были выдвинуты далеко на запад, заняв обширный фронт «Данцигского коридора». Командарм и начальник штаба 19 августа находились в Серпеце, выйдя на связь с Тухачевским из штаба 54-й стрелковой дивизии. 20 августа в Дробине они встретились с комкором-3 Гая, отдав распоряжения о путях отхода конного корпуса и просьбой о прикрытии 53-й дивизии.
 21 августа штаб 4 армии прибыл во Млаву и затем находился в 12-й стрелковой дивизии. Связь штаба 4 армии со своими дивизиями была прервана и больше уже не восстанавливалась. К 25 августа разбитые части 4 армии после беспрерывных боёв в окружении пересекли границу Восточной Пруссии, где были интернированы. На оперативный простор из окружения смогли выйти лишь небольшие остатки 6 полков из 12-й стрелковой дивизии, вместе со штабом 4-й армии.

## Туркестанский фронт

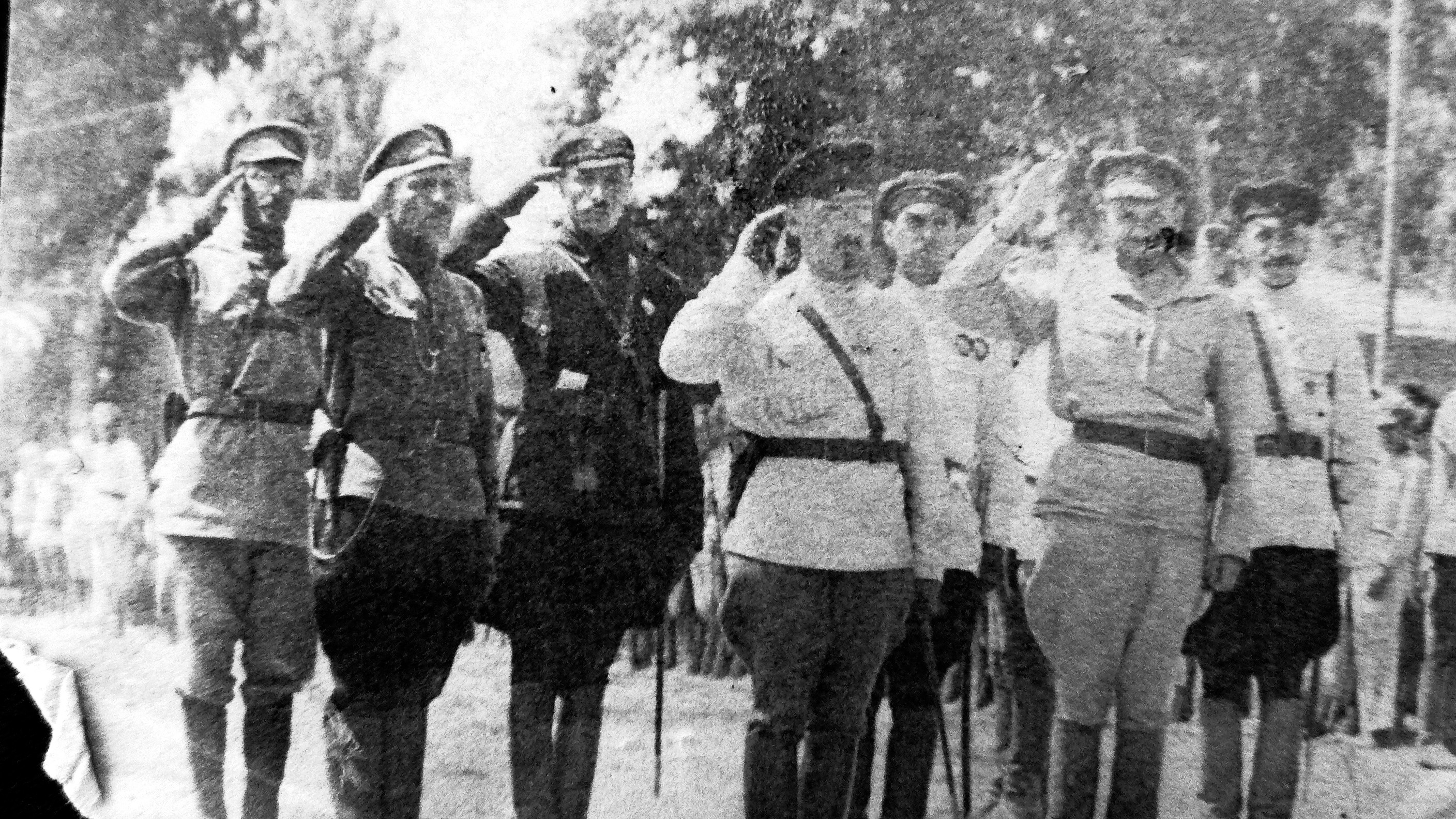
Командование Туркфронта 1921 год. 3-й слева врид начальника штаба Г.С. Горчаков. В центре врид командующего Туркфронтом А.С. Белой. 1-й слева начразведупра В.И. Кувшинов. 2-й справа член РВС В.В. Шарапов.

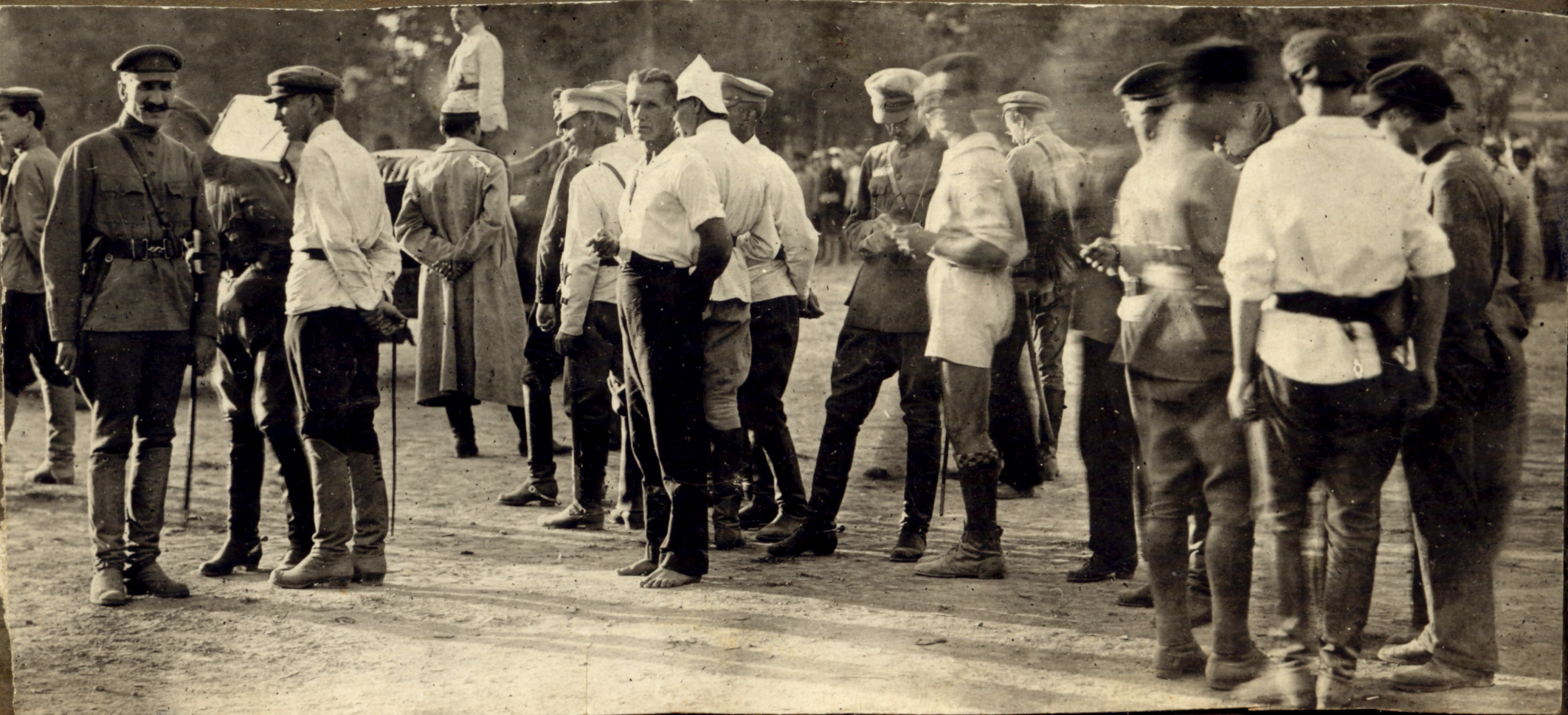
Туркестанский фронт, 1922 год

Осенью 1920 года Г. С. Горчаков был переведён в Среднюю Азию, на Туркестанский фронт. С октября 1920 по 1 июля 1921, и с 1 сентября 1921 по 20 октября 1921 года он занимал должность 1-го помощника начальника Штаба Туркестанского фронта. С 1 июля по 1 сентября 1921 года занимал должность Врид. начальника Штаба Туркестанского фронта, сменив военспеца Ф. П. Шафаловича (24.9.1920 — 1.07.1921, 1.09.1921 — 16.12.1922). Командующим Туркфронтом в 1920 и 1921 годах был его бывший сослуживец по 8-й армии Г. Я. Сокольников (10.09.1920 — 8.3.1921), затем В. С. Лазаревич (8.3.1921 — 11.2.1922). Г. С. Горчаков принимал активное участие в разработке и проведении войсковых операций частей Красной Армии против банд басмачей. Постоянный член Средне-Азиатского военно-научного общества, автор ряда военных статей и обзоров боевых операций фронта.

## В Академии РККА
В октябре 1921 года распоряжением Главнокомандующего направлен на службу в Военную Академию РККА. До 1 июня 1922 года занимал должность начальника Военно-научного отдела и одновременно помощника управляющего делами всех военных академий РККА.

## В запасе РККА. Арест

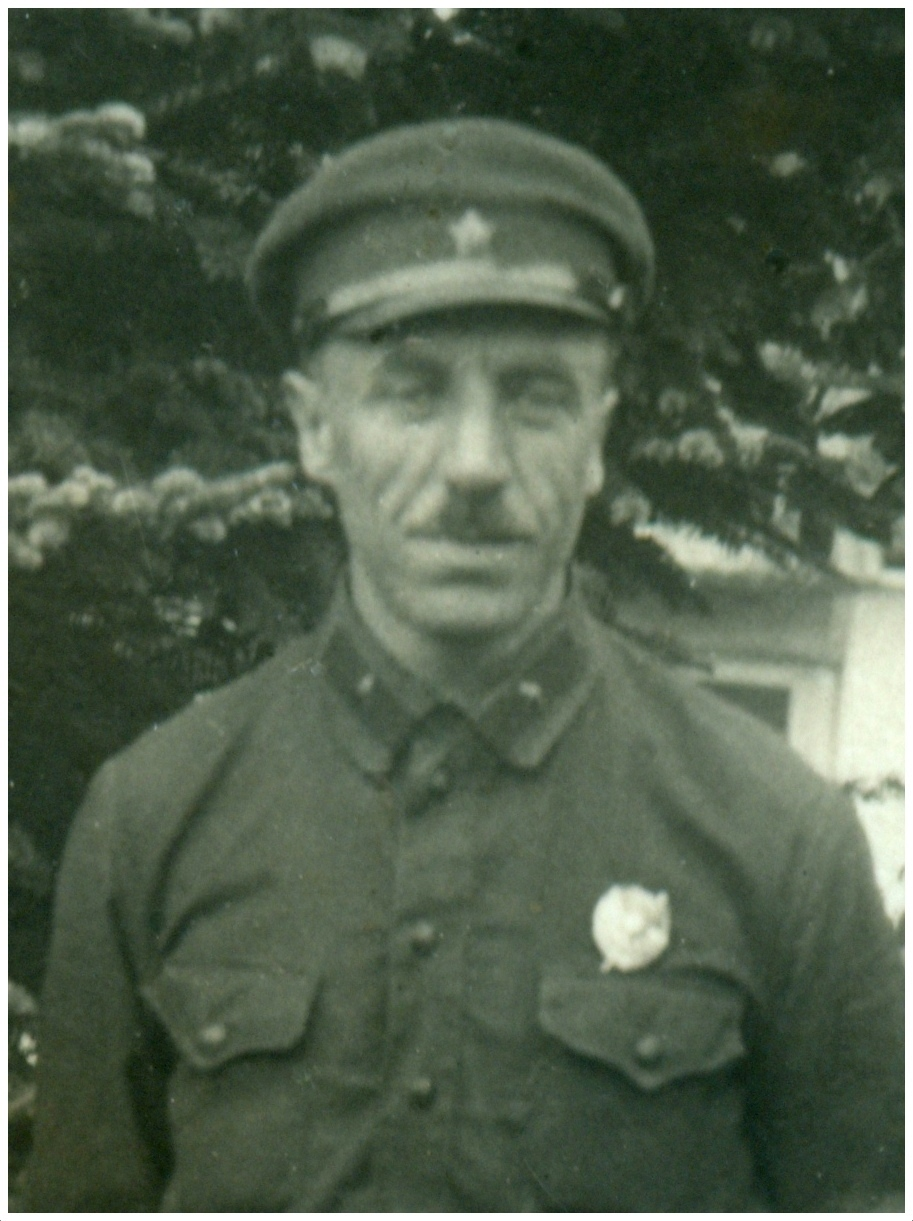
1933 год. Начальник отдела ПВО управления противовоздушной обороны и военизированных спецчастей НКТП СССР

1 июня 1922 года Г. С. Горчаков был принят на службу в управление Налогами и Государственными доходами Наркомфина РСФСР на должность заместителя управляющего Общего отдела. Данное назначение оказалось возможным лишь благодаря содействию бывшего армейского сослуживца Г. Я. Сокольникова, к тому времени занимавшего высокий пост заместителя Наркома Финансов РСФСР. В 1923 году Григорий женился на Сильвии Баргайс, сотруднице канцелярии Наркомфина. На 1927 год зафиксирован в должности заведующего 2-го подотдела в отделе Военно-морской отчётности Финансово-контрольного управления Наркомфина СССР. В 1930 году был переведён в Управление противовоздушной обороны Наркомата тяжёлой промышленности СССР, переименованное 5 января 1932 года в Управление противовоздушной обороны и военизированных спецчастей НКТП, начальник отдела ПВО (воинская категория К10, один ромб, соответствовала должностной категории «комбриг»). В 1937 году Г. С. Горчаков был арестован по сфабрикованному делу, в процессе следствия дело было переквалифицировано в общеуголовное. 27 марта 1937 года Горчаков был осуждён на 8 лет исправительных лагерей. Постановлением ЦИК СССР от 7 сентября 1937 года он был лишён ордена «Красное Знамя» РСФСР. После начала Великой Отечественной войны военспец был досрочно освобождён и направлен в одну из воинских частей РККА.

## Великая Отечественная война

Горчаков Г. С. Австрия г. Санкт-Пёльтен 1945 г.

Наградной лист с описанием подвига

Архив МО СССР. Учётная карта

С сентября 1941 года участвовал в обороне Москвы не имея офицерского звания (как не прошедший переаттестацию). После снятия судимости в декабре 1941 года был направлен в город Казань в одну из формирующихся резервных частей. К данному типу подразделения принадлежала и 120-я стрелковая дивизия (2-го формирования), в составе которой он продолжил нести свою дальнейшую службу. Вскоре был командирован в общевойсковую академию им. Фрунзе, на ускоренные курсы обучения для резервного командного состава. Учёба завершилась в мае 1942 года, тогда же выпускнику курсов было присвоено звание капитана (Приказ МВО № 01029 от 25 мая 1942 года). Возвратившись в свою дивизию Г. С. Горчаков вступил в должность помощника начальника 1-го отделения её штаба. В июне 1942 года 120-я дивизия по Волге была переброшена в Татищевский район, Саратовской области. 25 августа 1942 года после 400 километрового комбинированного марш-броска закрепилась в районе балки Пичуга Сталинградской области, войдя в состав 66-й армии Сталинградского фронта. С 4 сентября 1942 года дивизия принимала участие в Сталинградской битве, где своими активными действиями в течение 40 дней сдерживала серьёзные силы противника в районе балки Сухая Мечётка. Согласно информации из сохранившейся «Краткой боевой истории 120-й стрелковой дивизии» составленной капитаном Г. С. Горчаковым, потери германцев составили тогда свыше 6000 человек, потери же личного состава 120-й дивизии — 5600 убитыми и ранеными. 7 ноября 1942 года подразделение вошло в состав 24-й армии Донского фронта. После перемещения в район Качалинское — озеро Кривое, дивизия участвовала в последующем рассечении окружённой группировки фельдмаршала Паулюса. По результатам разгрома противника капитан Г. С. Горчаков как один из отличившихся был награждён орденом Красной Звезды.
За боевые отличия 24-армия в феврале 1943 года была переименована в 4-ю гвардейскую армию, входящая в её состав 120-я стрелковая дивизия также была переименована в 69-ю гвардейскую стрелковую дивизию. 14 февраля 1943 года Приказом Донского фронта за № 0123, помощнику начальника 1-го отделения штаба дивизии было присвоено очередное звание гвардии майора. 30 мая 1944 года Приказом по 4-й гвардейской армии за № 0204 Г. С. Горчакову было присвоено звание гвардии подполковника, с назначением на должность начальника 1-го отделения (Оперативного) 80-й гвардейской стрелковой дивизии. 

...Третий раз в жизни своей участвую я в больших войнах; третий раз начинаю их с самой маленькой должности и звания; третий раз своим честным, упорным, напряжённым трудом в боевой тяжёлой обстановке заслуживаю правительственные награды и немалое звание. И я горжусь, как никогда, что стал гвардейцем. Не меньше счастлив, что вот уже три месяца, как я член ВКП(б), что с меня в конце 41-го снято бывшее на мне пятно. Единственным моим желанием, это получить свой орден «Красное Знамя», которым был награждён в Гражданскую войну...

— Письмо Горчакова в Москву от 7 августа 1944 года
7 октября 1944 года Приказом по 4-й гвардейской армии за № 0472 офицер был переведён в 5-ю гвардейскую воздушно-десантную дивизию (командир — генерал-майор П. И. Афонин), с назначением на должность начальника её штаба. 3 ноября 1944 года Указом Президиума Верховного Совета СССР был награждён 2-м орденом Красного Знамени. 20 апреля 1945 года Приказом по войскам 3-го Украинского фронта пришло награждение 3-м орденом Красного Знамени.
Находясь на ответственных штабных должностях в составе 20-го и 21-го гвардейских стрелковых корпусов гвардии подполковник Г. С. Горчаков был отмечен многими правительственными наградами. Он прошёл длинный боевой путь, принимая участие в Знаменской, Кировоградской, Белгородско-Харьковской, Уманско-Ботошанской, Ясско-Кишинёвской, Будапештской, Балатонской, Венской войсковых операциях. Завершил Великую Отечественную войну в австрийском городе Санкт-Пёльтен. 5-я гвардейская воздушно-десантная дивизия после окончания войны была переименована в 112-ю гвардейскую стрелковую дивизию, в которой Г. С. Горчаков продолжил занимать должность начальника штаба дивизии до 1 июля 1945 года.

## Послевоенные годы
1 января 1946 года Григорий Сергеевич был демобилизован. По возвращении в Москву устроился на работу в контору Промбанка СССР — заместителем начальника контрольно-ревизионного отдела. Бывшая жена отреклась от своего мужа ещё в 1937 году, к тому времени она проживала в Латвии. С родными дочерьми отношения не сложились, и Григорию Сергеевичу пришлось снять комнату в Кунцево. В середине 1947 года он переехал в Ригу. В 1950 году женился на вдове Т. И. Горлановой, воспитывал приёмную дочь. Работал директором рижской школы фабрично-заводского обучения № 4. С 13 июня 1953 года в управлении Трудовых резервов при Совете Министров ЛССР, начальник отдела, затем заместитель начальника управления. Умер Григорий Сергеевич 1 сентября 1963 года, место его захоронения находится на Рижском гарнизонном кладбище.

## В письмах
В 1946 году Г. С. Горчаков писал своей бывшей жене Сильвии:
<…я живу, вот уже почти 10 лет один и очутился одиноким, как воспетая Лермонтовым одинокая сосна. Я действительно «неустроен» и «одинок» — долго живу у чужих людей, которые в любую минуту могут отказать в угле…
…мой внутренний мир стал иным, чем до 1936 года. Под влиянием пережитого я стал внутренне — более спокойным, много выдержаннее, стал глубже понимать всё окружающее меня; общество, отдельных людей, природу; стал например глубоко понимать, что нельзя просто лечь в землю, забыть всё, покончить со всем — умереть; слишком много было прожито, чтобы всё это отдать червям…

…меня никто например, не спрашивал на фронтах Гражданской и Отечественной войн; можно ли неделями не спать, днями не есть, работать до потери сознания, ежечасно рисковать своей жизнью. И это считалось в порядке вещей, это требовалось, это было «нормально» — так как за это награждали!
Но вот теперь, после всего пережитого никто не хочет вспомнить о том, что я не имею своего угла, что работа моя в Промбанке меня никак не устраивает, что она мне не по душе, что я за 10 лет службы ни разу не был в отпуске и что нервная моя система никуда не годится. Самое моё нахождение в Москве для меня мучение. Я не знаю, что буду делать и где буду работать, вернее где смогу найти себе работу, чтобы просуществовать до естественного конца… Ведь не к кому обратиться, никого у меня не осталось из лиц, к которым я бы мог обратиться по этому вопросу; в этом отношении моё положение особо трудное, так как прошлое моё не позволяет повидаться и поговорить с ними о предоставлении мне работы, поскольку они знают это прошлое. Во всяком случае круг этих знакомых ограничен бывшим НКТП (ПВО), а туда мне «не по дороге»!…>

## Семья
- 1-й брак: жена Зыкова Е. А. (1892—1923)
  - дочери: Светлана (1922 — хххх), Екатерина (1923—2018)
- 2-й брак: жена Баргайс С. А. (1900—1977)
  - сын: Гарри (1924—2019)
- 3-й брак: жена Горланова Т. И. (1906—1985)

Старшая сестра: Наталья Сергеевна Попова (1882—1975) — математик.
Младший брат: Александр Сергеевич Горчаков (Гринцер) (1888—1967) — правитель канцелярии Астраханского губернатора (1916).
Двоюродный брат: Григорий Михайлович Гринцер (Григорьев) — кадровый офицер Императорской армии, интендант 50-й пехотной дивизии, подполковник (1917).